# Ivar Nilsson
Ivar Bengt Nilsson (Göteborg, 1933. június 12. – 2019. február 26.) világbajnoki bronzérmes svéd gyorskorcsolyázó.

## Pályafutása
Részt vett az 1960-as Squaw Valley-i és az 1964-es innsbrucki olimpián. 1960-ban a 10 000 méteres versenyszámban a negyedik helyen végzett. Az 1962-es moszkvai világbajnokságon bronzérmet szerzett.

## Egyéni legjobbjai
- 500 m – 42,6 (1963)
- 1500 m – 2:10,5 (1963)
- 5000 m – 7:42,8 (1964)
- 10000 m – 16:02,9 (1963)

## Sikerei, díjai
- Világbajnokság:
  - bronzérmes: 1962 – Moszkva